# Onestepp
Onestepp [ˈwʌnstep] (traditionelle Schreibweise Onestep, englische Schreibweise One-Step) bezeichnet einen schnellen, marschartigen Gesellschaftstanz, der zumeist im 2/4-, seltener im 6/8-Takt steht. Er besteht aus einfachen Schrittfolgen. Nach Europa kam der Onestepp um 1910, wobei er ursprünglich aus den USA stammte. Der Onestepp entwickelte sich aus dem Two Step; der populäre Nachfolger des Onestepp ist der Foxtrott. 